# Buttes Chaumont (stacja metra)
Buttes Chaumont - stacja linii nr 7 bis metra  w Paryżu. Stacja znajduje się w 19. dzielnicy Paryża. Została otwarta 3 lutego 1912 r.